# Maia (Ribeira Grande)
Maia ist eine portugiesische Gemeinde (Freguesia) im Kreis (Município) von Ribeira Grande auf der Azoreninsel São Miguel. In ihr leben 1792 Einwohner (Stand 19. April 2021). In Maia gibt es ein Tabakmuseum auf dem Gelände einer ehemaligen Tabakfabrik.